# John Sykes (Musiker)

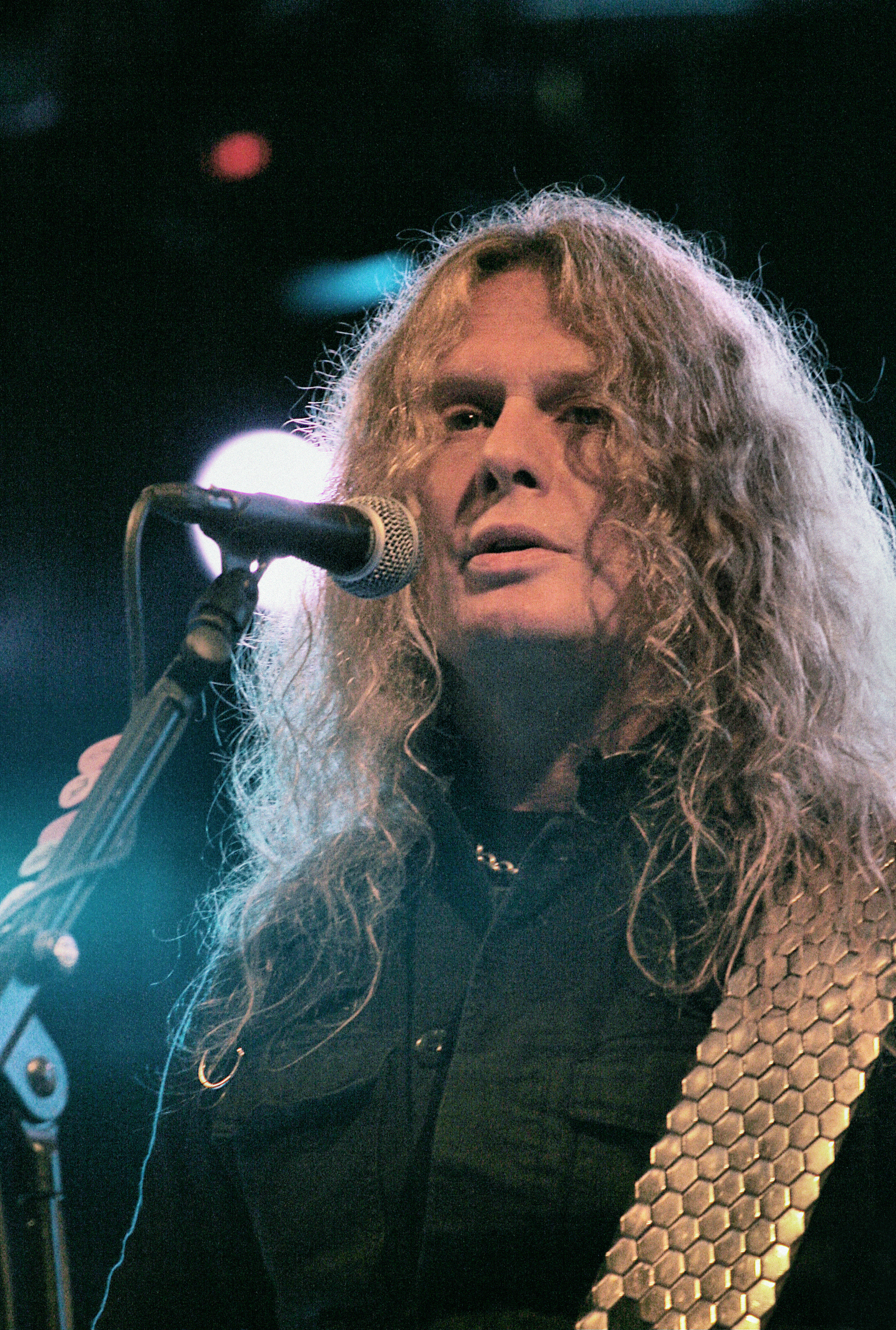
John Sykes (2008)

John Sykes (* 29. Juli 1959 in Reading, Vereinigtes Königreich; † 2024) war ein britischer Rock-Gitarrist, der als Mitglied der Bands Tygers of Pan Tang, Thin Lizzy, Whitesnake, Blue Murder und Streetfighter sowie durch seine Soloarbeit bekannt wurde.
Das erfolgreichste Album, auf dem Sykes zu hören ist, ist 1987 aus demselben Jahr, das er als Bandmitglied von Whitesnake aufnahm. Gemeinsam mit Sänger David Coverdale schrieb er die meisten der Songs, darunter Still of the Night, Is This Love?  und Children of the Night.
John Sykes starb 2024 im Alter von 65 Jahren an einer Krebserkrankung.

## Diskografie

### Mit Streetfighter
- She’s No Angel (1980, Beitrag auf der Kompilation New Electric Warriors)

### Mit Tygers of Pan Tang
- Spellbound (1981)
- Crazy Nights (1981)
- Live At Nottingham Rock City ’81 (2001) – LIVE

### Mit Thin Lizzy
- Thunder & Lightning (1983)
- Live Life (1983) – LIVE
- BBC Radio 1 – Live at the Reading Festival (1983) – LIVE
- One Night Only (2000) – LIVE

### Mit Whitesnake
- Slide It In (US-REMIX) (1984)
- 1987 (1987)

### Mit Blue Murder
- Screaming Blue Murder (1989)
- Nothin’ But Trouble (1993)
- Screaming Blue Murder (1994) – LIVE

### Solo
- Please Don’t Leave Me (1982, wiederveröffentlicht 1992)
- Out of My Tree (1995)
- Loveland (1997)
- 20th Century (1997)
- Nuclear Cowboy (2000)
- Bad Boy Live (2006) – LIVE